# تلمبه حاجی‌آباد (کرمان)
تلمبه حاجی‌آباد روستایی در دهستان باغین بخش مرکزی شهرستان کرمان استان کرمان ایران است.

## جمعیت
بر پایه سرشماری عمومی نفوس و مسکن در سال ۱۳۹۵ جمعیت این مکان ۶۵ نفر (۱۷خانوار) بوده‌است.